# Сумська вулиця (Кременчук)
Сумська́ ву́лиця — одна з вулиць Кременчука. Протяжність близько 1800 метрів.

## Історія
Вранці в суботу 26 липня 2014 року на вулиці Сумській було вбито міського голову міста Олега Бабаєва.

## Розташування
Вулиця розташована в центральній частині міста, від Щемилівки на північ. Починається з вул. Небесної Сотні та прямує на північ, де входить у вул. Європейську.
Проходить крізь такі вулиці (від початку до кінця):
- Шевченка
- Гаєвського
- Левка Лук'яненка
- Лікаря О. Богаєвського
- Криворудна
- Хорольська
- Скеляста
- Переяславська
- Піщана

## Опис
Вулиця розташована в спальній частині міста. На початку та середині вулиці багатоповерхові будинки, після перетину з Хорольською вул. — приватні.

## Походження назви
Вулиця названа на честь Сум.

## Будівлі та об'єкти

Християнська Римсько-Католицька Церква в Кременчуці

- Буд. № 40 — ТОВ «Екоенерго» [2].
- Буд. № 48 — Громадське формування «Українські козаки» [3].
- Буд. № 65/17 — «Кремінь-Кондитер»[4] [5].
- Буд. № 82 — Римсько-католицька парафія святого Йосипа [1].